# شبه‌مگس‌گیر دینلی
شبه مگس‌گیر دینل (نام علمی: Pseudocolopteryx dinelliana) نام گونه‌ای از تیره ژیان‌مرغ است.